# 天主教華沙主升天教堂

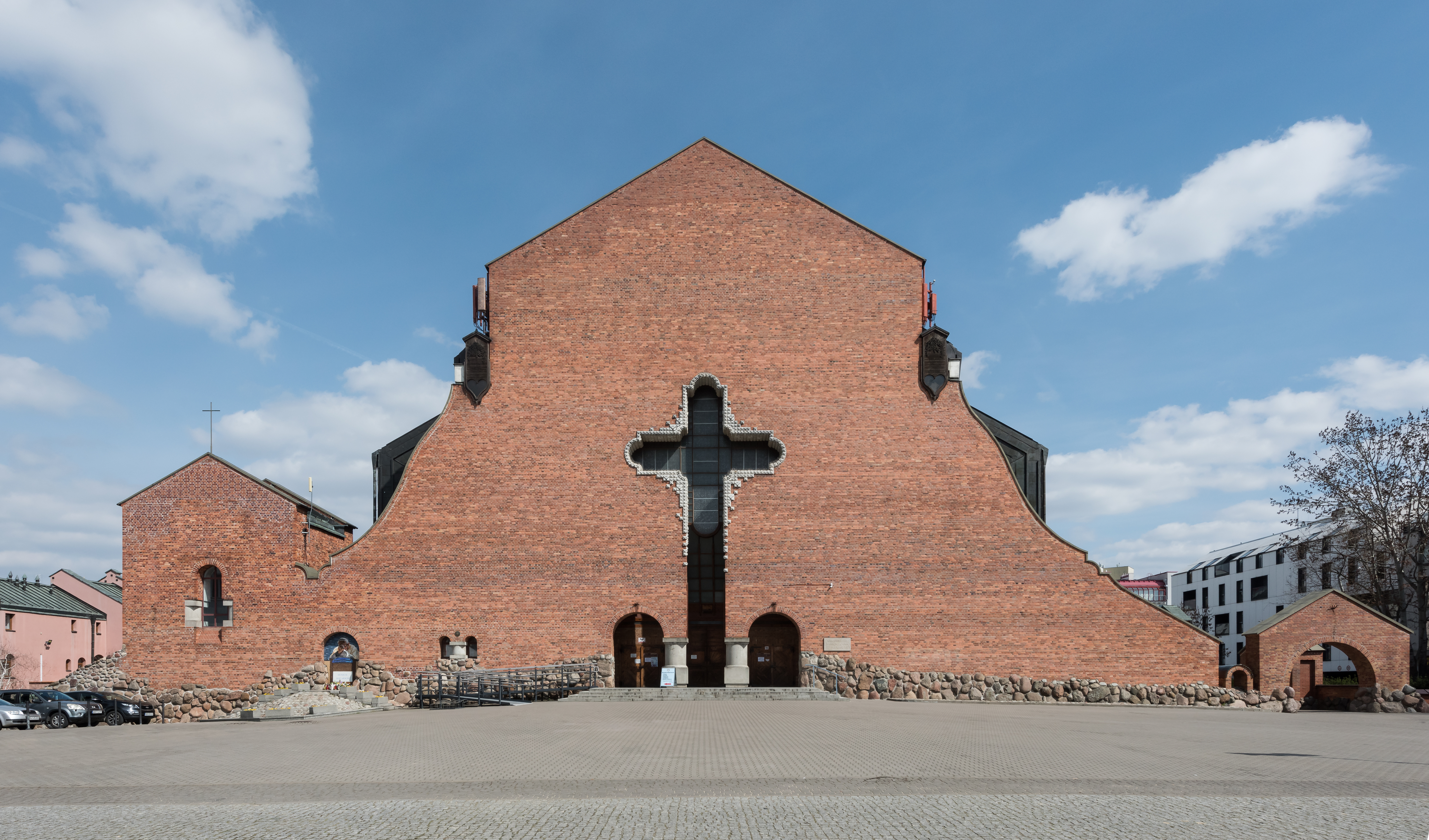
華沙主升天教堂

华沙主升天教堂 (波蘭語：Kościół Wniebowstąpienia Pańskiego w Warszawie Ursynowa) 是一座位于波兰华沙乌尔瑟努夫区的罗马天主教堂。修建于1980年代，具有巨大而简洁的砖砌波兰风格立面。
这座教堂出现在多部电影（包括克日什托夫·基斯洛夫斯基的《十诫》）和音乐视频（包括T. Love的《Mars Attacks Kazik》和《Polskie Meat》）中。